# آب پنگویئه
آبپنگوئیه، روستایی از توابع بخش مرکزی شهرستان زرند در استان کرمان ایران است.

## جمعیت
این روستا در دهستان وحدت قرار دارد و براساس سرشماری مرکز آمار ایران در سال ۱۳۸۵، جمعیت آن ۴۸۷ نفر (۱۲۶خانوار) بوده‌است.
در سال 1390 جمعیت این روستا 890 نفر بالغ بر 243 خانوار می‌باشد .